# قهرمانی هندبال مردان جهان ۲۰۰۵
مسابقات قهرمانی هندبال مردان جهان ۲۰۰۵ که نوزدهمین دوره قهرمانی هندبال مردان جهان محسوب می‌شود، از ۳ تا ۱۷ بهمن ۱۳۸۳ (۲۳ ژانویه تا ۶ فوریه ۲۰۰۵) برای نخستین بار در کشور تونس برگزار شد. در بازی پایانی، اسپانیا با پیروزی ۴۰–۳۴ برابر کرواسی، برای نخستین بار به مقام قهرمانی دست یافت. هم چنین، فرانسه با پیروزی ۲۶–۲۵ برابر تونس (میزبان) به مقام سوم دست پیدا کرد.

## تیم‌های انتخاب شده
تونس به عنوان میزبان و کرواسی به عنوان مدافع قهرمانی از حضور در مرحله مقدماتی معاف شدند و به صورت مستقیم به مرحله نهایی راه یافتند. ۲۲ تیم باقی‌مانده پس از انجام مرحله مقدماتی در قاره‌های مختلف، مشخص شدند.
| قاره            | تیم‌های انتخاب شده                                                                                              |
| --------------- | --- |
| کشور میزبان     | تونس |
| قهرمان دوره قبل | کرواسی |
| آفریقا          | مصر · آنگولا · الجزایر                                                                                         |
| آسیا            | قطر · کویت · ژاپن                                                                                              |
| اقیانوسیه       | استرالیا |
| آمریکا          | برزیل · آرژانتین · کانادا                                                                                      |
| اروپا           | دانمارک · فرانسه · سوئد · نروژ · اسلوونی · چک · یونان · ایسلند · صربستان و مونته‌نگرو · روسیه · اسپانیا · آلمان |

## مرحله گروهی
مرحله مقدماتی از ۳ تا ۹ بهمن برگزار شد و سه تیم نخست هر گروه به مرحله دوم راه یافتند.

### معیار تعیین جایگاه تیم‌ها
برای تعیین جایگاه تیم‌هایی که پس از پایان مرحله گروهی، دارای امتیاز برابر باشند، ابتدا بازی رو در رو و در صورت تساوی، به ترتیب، تفاضل گل، گل زده و قرعه کشی برای تعیین جایگاه آن‌ها بررسی می‌شود.

### گروه A (تونسورادس)
| تیم     | بازی | برد | مساوی | باخت | گل‌زده | گل‌خورده | تفاضل‌گل | امتیاز |
| ------- | ---- | --- | ----- | ---- | ----- | ------- | ------- | ------ |
| تونس    | ۵    | ۳   | ۲     | ۰    | ۱۵۹   | ۱۱۸     | ۴۱+     | ۸      |
| یونان   | ۵    | ۳   | ۱     | ۱    | ۱۳۲   | ۱۱۷     | ۱۵+     | ۷      |
| فرانسه  | ۵    | ۳   | ۱     | ۱    | ۱۶۱   | ۱۰۶     | ۵۵+     | ۷      |
| دانمارک | ۵    | ۳   | ۰     | ۲    | ۱۷۴   | ۱۱۷     | ۵۷+     | ۶      |
| آنگولا  | ۵    | ۱   | ۰     | ۴    | ۱۰۸   | ۱۷۸     | ۷۰–     | ۲      |
| کانادا  | ۵    | ۰   | ۰     | ۵    | ۱۰۳   | ۲۰۱     | ۹۸–     | ۰      |

### گروه B (نابلوالحمامات)
| تیم     | بازی | برد | مساوی | باخت | گل‌زده | گل‌خورده | تفاضل‌گل | امتیاز |
| ------- | ---- | --- | ----- | ---- | ----- | ------- | ------- | ------ |
| روسیه   | ۵    | ۵   | ۰     | ۰    | ۱۵۱   | ۱۰۳     | ۴۸+     | ۱۰     |
| چک      | ۵    | ۲   | ۲     | ۱    | ۱۴۵   | ۱۳۶     | ۹+      | ۶      |
| اسلوونی | ۵    | ۳   | ۰     | ۲    | ۱۵۴   | ۱۳۷     | ۱۷+     | ۶      |
| ایسلند  | ۵    | ۲   | ۱     | ۲    | ۱۵۴   | ۱۴۴     | ۱۰+     | ۵      |
| الجزایر | ۵    | ۱   | ۱     | ۳    | ۱۳۸   | ۱۵۳     | ۱۵–     | ۳      |
| کویت    | ۵    | ۰   | ۰     | ۵    | ۱۰۱   | ۱۷۰     | ۶۹–     | ۰      |

### گروه C (صفاقس)
| تیم      | بازی | برد | مساوی | باخت | گل‌زده | گل‌خورده | تفاضل‌گل | امتیاز |
| -------- | ---- | --- | ----- | ---- | ----- | ------- | ------- | ------ |
| کرواسی   | ۵    | ۵   | ۰     | ۰    | ۱۶۹   | ۱۲۴     | ۴۵+     | ۱۰     |
| اسپانیا  | ۵    | ۴   | ۰     | ۱    | ۱۹۱   | ۱۲۸     | ۶۳+     | ۸      |
| سوئد     | ۵    | ۳   | ۰     | ۲    | ۱۶۴   | ۱۱۸     | ۴۶+     | ۶      |
| ژاپن     | ۵    | ۲   | ۰     | ۳    | ۱۲۱   | ۱۵۱     | ۳۰–     | ۴      |
| آرژانتین | ۵    | ۱   | ۰     | ۴    | ۱۳۳   | ۱۴۱     | ۸–      | ۲      |
| استرالیا | ۵    | ۰   | ۰     | ۵    | ۸۵    | ۲۰۱     | ۱۱۶–    | ۰      |

### گروه D (سوسه)
| تیم                 | بازی | برد | مساوی | باخت | گل‌زده | گل‌خورده | تفاضل‌گل | امتیاز |
| ------------------- | ---- | --- | ----- | ---- | ----- | ------- | ------- | ------ |
| صربستان و مونته‌نگرو | ۵    | ۴   | ۰     | ۱    | ۱۳۹   | ۱۱۷     | ۲۲+     | ۸      |
| نروژ                | ۵    | ۳   | ۱     | ۱    | ۱۴۲   | ۱۰۵     | ۳۷+     | ۷      |
| آلمان               | ۵    | ۳   | ۱     | ۱    | ۱۴۹   | ۱۱۵     | ۳۴+     | ۷      |
| مصر                 | ۵    | ۳   | ۰     | ۲    | ۱۲۳   | ۱۲۳     | ۰       | ۶      |
| برزیل               | ۵    | ۱   | ۰     | ۴    | ۱۰۴   | ۱۴۶     | ۴۲–     | ۲      |
| قطر                 | ۵    | ۰   | ۰     | ۵    | ۱۱۷   | ۱۶۸     | ۵۱–     | ۰      |

## مرحله دوم
مسابقات این مرحله از ۱۱ تا ۱۴ بهمن در دو گروه شش تیمی برگزار شد. در گروه اول، سه تیم برتر گروه‌های A و B و در گروه دوم، سه تیم برتر گروه‌های C و D قرار گرفتند. نتیجه بازیهای مقابل تیم‌هایی که در مرحله مقدماتی با یکدیگر همگروه بودند، در جدول این مرحله لحاظ شد. دو تیم برتر هر گروه، به نیمه نهایی صعود کردند.

### گروه I
| تیم     | بازی | برد | مساوی | باخت | گل‌زده | گل‌خورده | تفاضل‌گل | امتیاز |
| ------- | ---- | --- | ----- | ---- | ----- | ------- | ------- | ------ |
| تونس    | ۵    | ۲   | ۳     | ۰    | ۱۵۰   | ۱۲۸     | ۲۲+     | ۷      |
| فرانسه  | ۵    | ۲   | ۲     | ۱    | ۱۲۷   | ۱۲۰     | ۷+      | ۶      |
| یونان   | ۵    | ۲   | ۱     | ۲    | ۱۳۴   | ۱۳۸     | ۴–      | ۵      |
| روسیه   | ۵    | ۲   | ۰     | ۳    | ۱۲۶   | ۱۳۷     | ۱۱–     | ۴      |
| چک      | ۵    | ۲   | ۰     | ۳    | ۱۳۱   | ۱۴۷     | ۱۶–     | ۴      |
| اسلوونی | ۵    | ۱   | ۲     | ۲    | ۱۴۲   | ۱۴۰     | ۲+      | ۴      |

### گروه II
| تیم                 | بازی | برد | مساوی | باخت | گل‌زده | گل‌خورده | تفاضل‌گل | امتیاز |
| ------------------- | ---- | --- | ----- | ---- | ----- | ------- | ------- | ------ |
| کرواسی              | ۵    | ۴   | ۰     | ۱    | ۱۳۹   | ۱۳۵     | ۴+      | ۸      |
| اسپانیا             | ۵    | ۳   | ۱     | ۱    | ۱۵۵   | ۱۳۹     | ۱۶+     | ۷      |
| صربستان و مونته‌نگرو | ۵    | ۲   | ۲     | ۱    | ۱۲۷   | ۱۲۶     | ۱+      | ۶      |
| نروژ                | ۵    | ۲   | ۱     | ۲    | ۱۳۷   | ۱۳۹     | ۲–      | ۵      |
| آلمان               | ۵    | ۱   | ۱     | ۳    | ۱۳۲   | ۱۳۵     | ۳–      | ۳      |
| سوئد                | ۵    | ۰   | ۱     | ۴    | ۱۳۲   | ۱۴۸     | ۱۶–     | ۱      |

### بازی‌های رده‌بندی ۵ ام تا ۱۲ ام

#### مقام ۱۱ ام
| ۱۶ بهمن ۱۳۸۳ ۱۱:۰۰ | اسلوونی | ۲۹–۳۲ | سوئد | نابل |
| ۱۶ بهمن ۱۳۸۳ ۱۱:۰۰ | گزارش   |       |      | نابل |
| ۱۶ بهمن ۱۳۸۳ ۱۱:۰۰ |         |       |      | نابل |

#### مقام ۹ ام
| ۱۶ بهمن ۱۳۸۳ ۱۳:۰۰ | چک    | ۳۴–۳۹ | آلمان | نابل |
| ۱۶ بهمن ۱۳۸۳ ۱۳:۰۰ | گزارش |       |       | نابل |
| ۱۶ بهمن ۱۳۸۳ ۱۳:۰۰ |       |       |       | نابل |

#### مقام ۷ ام
| ۱۶ بهمن ۱۳۸۳ ۱۰:۰۰ | روسیه | ۲۷–۳۰ | نروژ | رادس |
| ۱۶ بهمن ۱۳۸۳ ۱۰:۰۰ | گزارش |       |      | رادس |
| ۱۶ بهمن ۱۳۸۳ ۱۰:۰۰ |       |       |      | رادس |

#### مقام ۵ ام
| ۱۶ بهمن ۱۳۸۳ ۱۲:۳۰ | یونان | ۲۶–۳۷ | صربستان و مونته‌نگرو | رادس |
| ۱۶ بهمن ۱۳۸۳ ۱۲:۳۰ | گزارش |       |                     | رادس |
| ۱۶ بهمن ۱۳۸۳ ۱۲:۳۰ |       |       |                     | رادس |

## مرحله نهایی
|  | نیمه نهایی     | نیمه نهایی     |    |                | نهایی          | نهایی |  |
|  |                |                |    |                |                |       |  |
|  | ۱۶ بهمن - رادس |                |    |                |                |       |  |
|  | تونس           | ۳۰             |    |                |                |       |  |
|  | اسپانیا        | ۳۳             |    |                |                |       |  |
|  |                |                |    |                |                |       |  |
|  |                |                |    |                | ۱۷ بهمن - رادس |       |  |
|  |                |                |    |                | اسپانیا        | ۴۰    |  |
|  |                | کرواسی         | ۳۴ |                |                |       |  |
|  |                |                |    |                |                |       |  |
|  |                |                |    |                |                |       |  |
|  |                |                |    |                | رده‌بندی        |       |  |
|  | ۱۶ بهمن - رادس | ۱۶ بهمن - رادس |    | ۱۷ بهمن - رادس | ۱۷ بهمن - رادس |       |  |
|  | کرواسی         | ۳۵             |    | تونس           | ۲۵             |       |  |
|  | فرانسه         | ۳۲             |    |                | فرانسه         | ۲۶    |  |

### رده‌بندی مدال برنز
| ۱۷ بهمن ۱۳۸۳ ۱۵:۰۰ | تونس  | ۲۵–۲۶ | فرانسه | رادس |
| ۱۷ بهمن ۱۳۸۳ ۱۵:۰۰ | گزارش |       |        | رادس |
| ۱۷ بهمن ۱۳۸۳ ۱۵:۰۰ |       |       |        | رادس |

### نهایی
| ۱۷ بهمن ۱۳۸۳ ۱۷:۳۰ | اسپانیا | ۴۰–۳۴ | کرواسی | رادس |
| ۱۷ بهمن ۱۳۸۳ ۱۷:۳۰ | گزارش   |       |        | رادس |
| ۱۷ بهمن ۱۳۸۳ ۱۷:۳۰ |         |       |        | رادس |

## آمار

### رده‌بندینهایی
| رتبه | تیم                 |
| ---- | ------------------- |
| 1    | اسپانیا             |
| 2    | کرواسی              |
| 3    | فرانسه              |
| ۴    | تونس                |
| ۵    | صربستان و مونته‌نگرو |
| ۶    | یونان               |
| ۷    | نروژ                |
| ۸    | روسیه               |
| ۹    | آلمان               |
| ۱۰   | چک                  |
| ۱۱   | سوئد                |
| ۱۲   | اسلوونی             |
| ۱۳   | دانمارک             |
| ۱۴   | مصر                 |
| ۱۵   | ایسلند              |
| ۱۶   | ژاپن                |
| ۱۷   | الجزایر             |
| ۱۸   | آرژانتین            |
| ۱۹   | برزیل               |
| ۲۰   | آنگولا              |
| ۲۱   | قطر                 |
| ۲۲   | کویت                |
| ۲۳   | کانادا              |
| ۲۴   | استرالیا            |